# 普勒维尔
普勒维尔（法語：Pleuville，法語發音：[pløvil]）是法国夏朗德省的一个市镇，属于孔福朗区。

## 地理
普勒维尔（46°5'25"N, 0°29'45"E）面积33.63 平方千米，位于法国新阿基坦大区夏朗德省，该省份为法国西部内陆省份，北起德塞夫勒省和维埃纳省，东临上维埃纳省，东南至多尔多涅省，南至多爾多涅省，西接滨海夏朗德省。
与普勒维尔接壤的市镇（或旧市镇、城区）包括：阿卢、伯内、埃普内德、阿努瓦、沙鲁、沙坦、莫普雷瓦尔、普雷萨克。

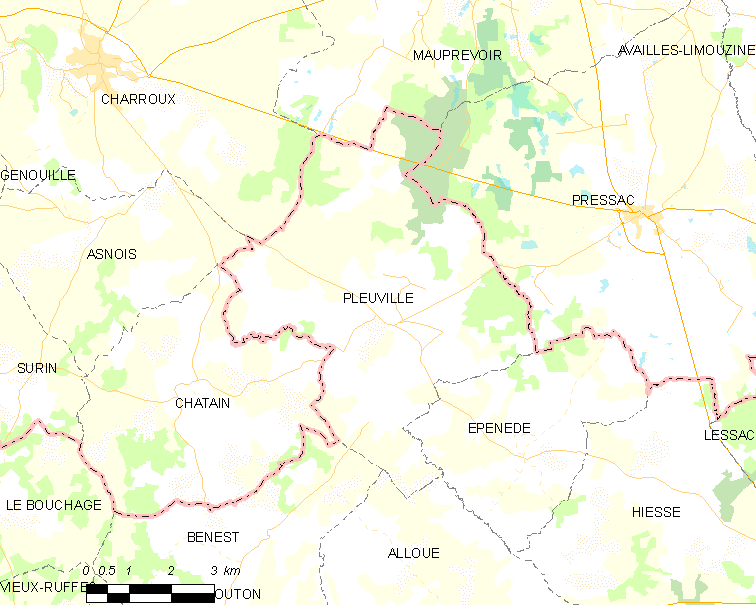
普勒维尔的OSM定位图

普勒维尔的时区为UTC+01:00、UTC+02:00（夏令时）。

## 行政
普勒维尔的邮政编码为16490，INSEE市镇编码为16264。

## 政治
普勒维尔所属的省级选区为夏朗德-维埃纳县。

## 人口

1962-2008年间普勒维尔人口变化图示

普勒维尔于2022年1月1日时的人口数量为314人。